# Axel Paulsen
Axel Paulsen (Aker, 18 juli 1855 – Nesodden, 9 februari 1938) was een Noors schaatser. Hij heeft veel betekend voor zowel de ontwikkeling van zowel het langebaanschaatsen als voor het kunstrijden. Zijn naam leeft voort in de door hem voor de eerste maal uitgevoerde schaatssprong; de axel.

## Jeugd
Axel Rudolph Paulsen was het kind van luciferverkopers Johan Peter Paulsen en Haagine Olsen die beiden afkomstig waren uit Christiania. In zijn jeugd was het schaatsen een populaire manier van vrijetijdsbesteding. Zijn vader leerde hem en zijn broer en zussen dan ook al op jonge leeftijd schaatsen. Zijn beide zussen bleven zoals in die tijd gebruikelijk slechts recreatief schaatsen. Axel en zijn broer Edvin werden daarentegen succesvolle schaatsers.

## Langebaanschaatsen
Al op vroeg leeftijd bleek de jonge Axel talent voor schaatsen te hebben. Ook succesvoller dan zijn broer Edvin die altijd samen met hem reisde en vaak tegen hem moest strijden. Zijn eerste internationale wedstrijden waren nog weinig succesvol. Hij leed veel nederlagen tijdens zijn Europese tour. Later in de jaren tachtig streden hij en zijn broer een stuk succesvoller tegen elkaar en hun tegenstanders tijdens hun Europese en Noord-Amerikaanse tour. In 1880 schaatste hij zijn eerste officieuze wereldrecord (de ISU werd pas opgericht in 1892) op de 5000 meter in een wedstrijd tegen de legendarische Fridtjof Nansen. Later zou hij nog vele andere wereldrecords schaatsen op afstanden die varieerden van 1 mijl tot 25 mijl. Rond die tijd deed het professioneel schaatsen zijn intrede en Edvin Paulsen ging aan de slag als zijn manager.
In 1884 gingen de broers op tournee in Noord-Amerika. Ze schaatsen onder meer wedstrijden in Milwaukee, Washington en New York. Op 2 februari schaatste Paulsen in Brooklyn een 25 mijlsrace om de titel "Championskater of the World". Het werd een historische race. Niet alleen wist hij met grote overmacht de Amerikaanse, Canadese en Noorse concurrentie te verslaan, hij verbrak ook nog eens in dezelfde race de wereldrecords op de 1 tot en met 25 mijl.
Het jaar daarop wilde Axel Paulsen zijn titel verdedigen tegen de Friese schaatskampioen Renke van der Zee. Dit had echter heel wat voeten in de aarde. Doordat er in die tijd nog geen overkoepelende organisatie was die de reglementen vaststelde, wilden beide schaatsers schaatsen volgens de regels die golden in hun eigen land. Uiteindelijk werd besloten om te schaatsen volgens de Noorse regels. De tweestrijd die gehouden werd in Christiana, werd gewonnen door Paulsen, die de officieuze titel van wereldkampioen profschaatsen dus in zijn bezit hield. Hij werd beschouwd als de absolute kampioen totdat hij in 1888 door een 11 jaar jongere Harald Hagen verslagen werd.

## Ontwikkeling van de wedstrijdschaats
Axel Paulsen heeft niet alleen een indrukwekkend palmares opgebouwd op sportief gebied. Ook voor de ontwikkeling van de wedstrijdschaats heeft hij veel betekend. In samenwerking met zijn schaatsenmaker uit Hamar Ole M. Flagstad ontwikkelde hij de eerste schaats met een lang ijzer dat vastzat aan de schaatsschoen. Deze zogenaamd "Noorse" schaatsen, tegenwoordig beter bekend als noren, brachten een revolutie teweeg in de snelheid waarmee wedstrijden geschaatst werden. Hoewel er geen harde bewijzen zijn dat Paulsen dit type schaats zelf in wedstrijden gebruikt heeft, werden de noren al snel het populairste type wedstrijdschaatsen, mede door het succes dat Harald Hagen en de Fen schaatser James Smart met deze schaatsen hadden.

## Kunstrijden

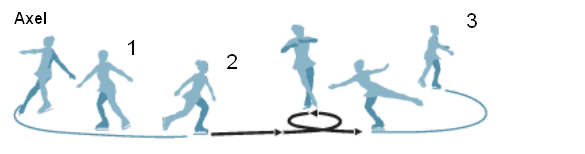
Een enkelvoudige axel

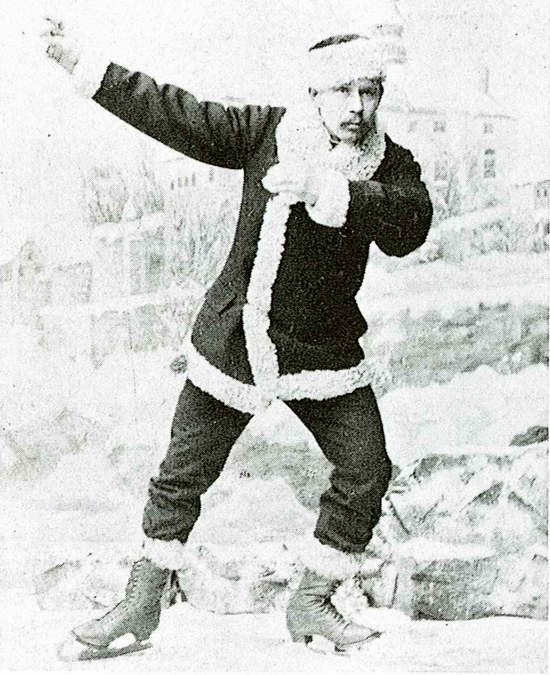
Axel Paulsen in kunstschaatstenue

Axel Paulsens belangrijkste bijdrage aan het kunstschaatsen is zonder twijfel de introductie van de naar hem genoemde schaatssprong, de axel. Paulson voerde dit figuur voor de eerste maal uit in 1882 op langebaanschaatsen. De axel is een figuur waarbij de kunstrijder eerste een aantal verticale wentelingen maakt in de lucht om vervolgens op een voet weer veilig op de grond te landen. De axel is de enige sprong waarbij voorwaarts, van links op rechts, wordt afgezet, bij alle andere sprongen wordt achterwaarts afgezet.

## Leven buiten zijn sportieve carrière
Axel Paulsen is tweemaal getrouwd geweest. In 1886 trouwde Kathryn Williams uit Wales; dit huwelijk werd in 1890 ontbonden. Hierna trouwde hij op 29 september 1893 met Anna Elise Nicolaisen, dochter van een Noorse ingenieur. Zijn zoon Harry uit zijn eerste huwelijk werd later ook een verdienstelijke kunstschaatser. Hij werd maar liefst vijfmaal Noors nationaals kampioen.
Na zijn actieve carrière besloot Axel om samen met zijn broer de koffiebranderij van zijn vader over te nemen. Hij leidde dit bedrijf uiteindelijk totdat hij 81 jaar oud was. Twee jaar later stierf hij op 83-jarige leeftijd.
Axel Paulsen was een van de mede-initiatiefnemers van de oprichters van het Noorse schaatsmuseum. In 1914 doneerde hij aan dit museum het grootste gedeelte van zijn persoonlijke collectie prijzen, outfits en andere items die betrekking hadden op schaatsen.
In 1976 werd hij ingewijd in de kunstschaats Hall of fame.
Volgens de Noorse encyclopedie "Aschehoug en Gyldendal" was Axel Paulsen de broer van Alfred Paulsen, de naar Amerika geëmigreerde componist van Norge, mitt Norge (Noorwegen, mijn Noorwegen), een populair stuk voor Noorse koren. Of deze bewering voor 100% op waarheid berust is niet bekend.

## Records

### Wereldrecords
| Nr. | Afstand    | Tijd      | Datum           | Baan       |
| --- | ---------- | --------- | --------------- | ---------- |
| 1.  | 5000 meter | 11.11,00  | 14 januari 1880 | Christiana |
| 2.  | 1 mijl     | 3.26,4    | 2 februari 1884 | New York   |
| 3.  | 2 mijl     | 6.26,2    | 2 februari 1884 | New York   |
| 4.  | 3 mijl     | 10.33,4   | 2 februari 1884 | New York   |
| 5.  | 4 mijl     | ?         | 2 februari 1884 | New York   |
| 6.  | 5 mijl     | ?         | 2 februari 1884 | New York   |
| 7.  | 6 mijl     | 21.38,0   | 2 februari 1884 | New York   |
| 8.  | 7 mijl     | 25.17,8   | 2 februari 1884 | New York   |
| 9.  | 8 mijl     | 29.9,8    | 2 februari 1884 | New York   |
| 10. | 9 mijl     | 32.54,2   | 2 februari 1884 | New York   |
| 11. | 10 mijl    | 36.37,2   | 2 februari 1884 | New York   |
| 12. | 15 mijl    | 55.9,0    | 2 februari 1884 | New York   |
| 13. | 20 mijl    | 1.14.7,2  | 2 februari 1884 | New York   |
| 14. | 25 mijl    | 1.33.28,4 | 2 februari 1884 | New York   |
| 15. | 10 mijl    | 39.07,4   | 1885            | ?          |
| 16. | 1 mijl     | 3.05,4    | 1886            | ?          |
| 17. | 20 mijl    | 1.09.15   | 1899            | ?          |

#### Wereldrecords laaglandbaan (officieus)
| Nr. | Afstand    | Tijd    | Datum           | Baan |
| --- | ---------- | ------- | --------------- | ---- |
| 1.  | 5000 meter | 11.11,0 | 14 januari 1880 | Oslo |

- Bibsys: 14044622
- Virtual International Authority File: 8675149068385865730000